# Rancho Cordova
Rancho Cordova város az USA Kalifornia államában, Sacramento megyében. Lakosainak száma 79 332 fő (2020. április 1.).

## Népesség
A település népességének változása:
| Lakosok száma | 64 776 | 67 839 | 79 332 |
|               | 2010   | 2014   | 2020   |